# Somloire
Somloire ist eine französische Gemeinde mit 875 Einwohnern (Stand: 1. Januar 2022) im Département Maine-et-Loire in der Region Pays de la Loire. Sie gehört zum Arrondissement Cholet und ist Mitglied im Gemeindeverband Cholet Agglomération. Die Einwohner werden Somloirais und Somloiraises genannt.

## Geografie

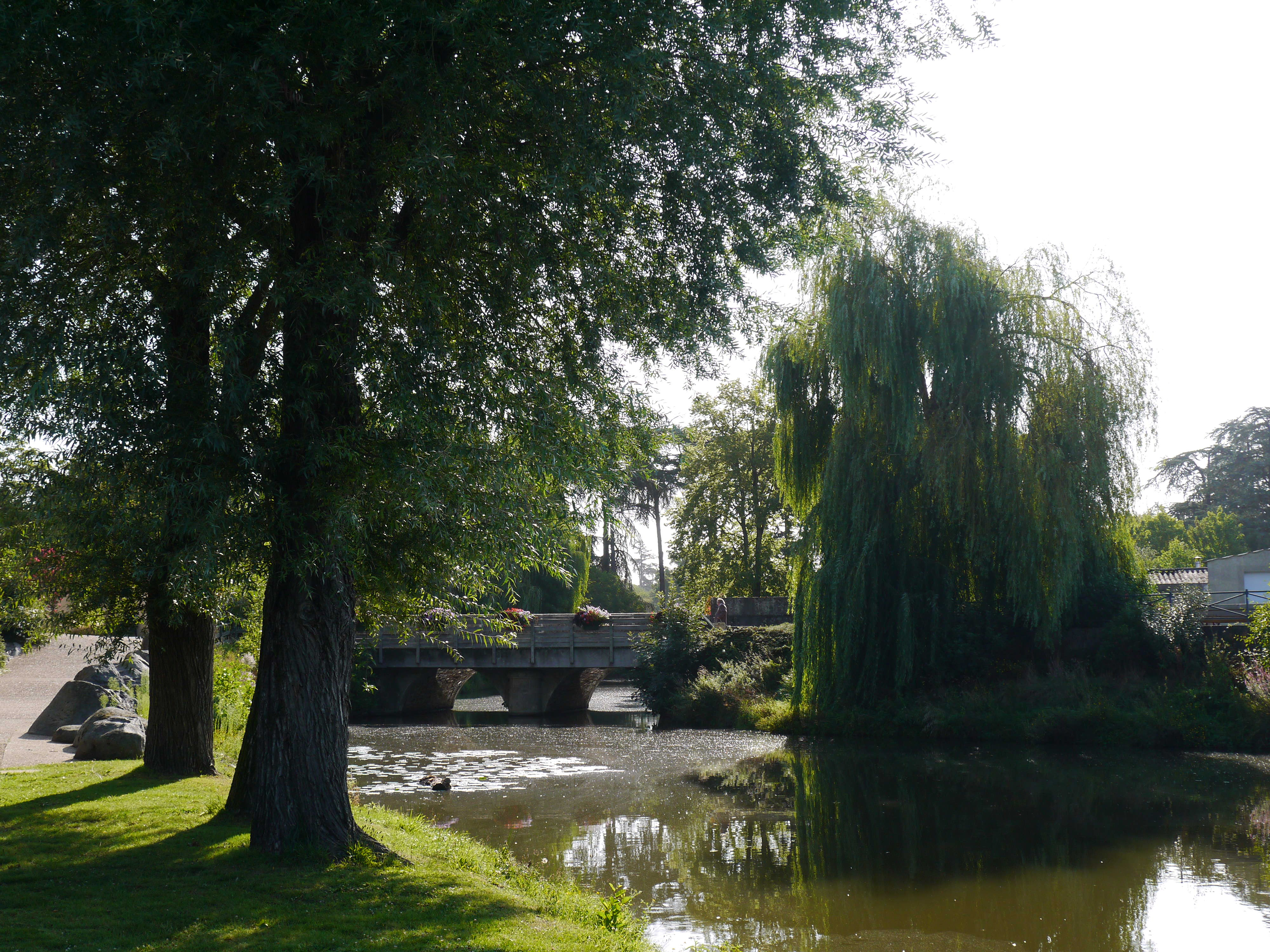
Die Ouère bei Somloire

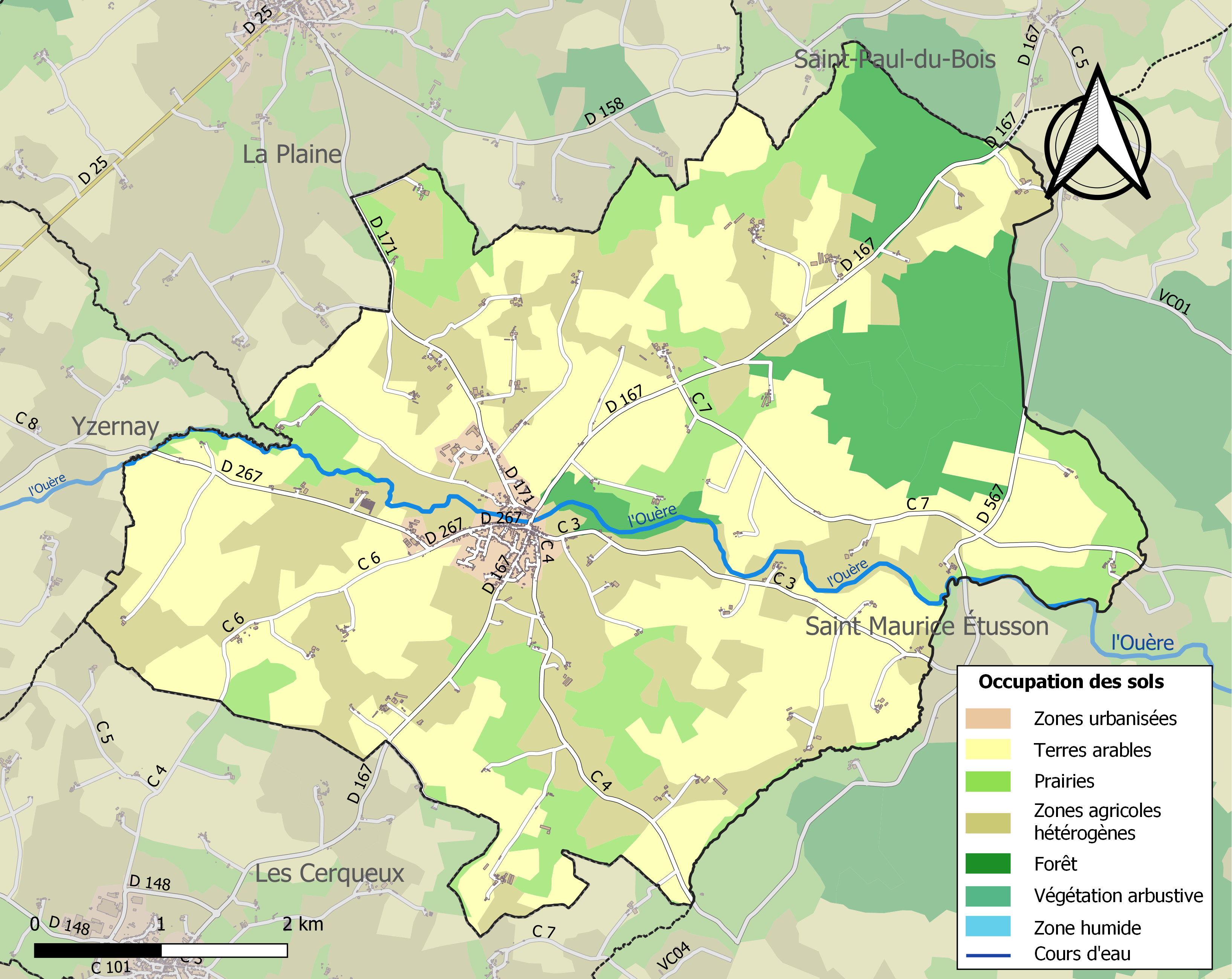
Bodennutzung, Hydrografie und Infrastruktur der Gemeinde (2018)

Somloire liegt etwa 19 Kilometer ostsüdöstlich von Cholet und etwa 53 Kilometer südsüdwestlich von Angers in der Région naturelle Mauges und historisch im Südwesten der historischen Provinz Anjou. Die Gemeinde erstreckt sich am südlichen Rand des Départements Maine-et-Loire an der Grenze zum benachbarten Département Deux-Sèvres. Sie befindet sich im Einzugsgebiet der Loire auf etwa 130 m Höhe und wird von der Ouère entwässert, die sie zentral von West nach Ost durchquert.
Teile des Gebiets von La Romagne gehören zu den drei ZNIEFF-Naturzonen „Carrière de Fiole et coteaux voisins“ (520012922), „Bois d’Anjou“ (520016284) und „Bois d’Anjou“ (540015619). Etwa 86 % der Fläche der Gemeinde werden landwirtschaftlich genutzt, etwa 11 % sind bewaldet, insbesondere der Bois d’Anjou im Osten des Gemeindegebiets.
Umgeben wird Somloire von den Nachbargemeinden La Plaine im Norden, Saint-Paul-du-Bois im Nordosten, Saint Maurice Étusson (Département Deux-Sèvres) im Osten und Südosten, Les Cerqueux im Süden sowie Yzernay im Westen.

## Bevölkerungsentwicklung
| Jahr                       | 1962 | 1968 | 1975 | 1982 | 1990 | 1999 | 2006 | 2013 | 2020 |
| Einwohner                  | 962  | 955  | 922  | 865  | 825  | 790  | 880  | 914  | 872  |
| Quellen: Cassini und INSEE |      |      |      |      |      |      |      |      |      |

## Sehenswürdigkeiten
- Kirche Saint-Cyr-Sainte-Julitte aus dem Jahr 1876
- Kapelle Saint-Germein aus dem Jahr 1869
- Schloss Somloire aus dem 16. Jahrhundert, Fassaden und Dächer sowie Wassergräben sind seit 1974 als Monument historique eingeschrieben
- Herrenhaus Beauchêne aus dem späten 15. Jahrhundert oder der ersten Hälfte des 16. Jahrhunderts
- Herrenhaus La Haute-Guimoire aus dem 16. Jahrhundert
- Wassermühle im Weiler Le Petit-Daillon aus dem 16. Jahrhundert
- Weltkriegsdenkmal Aux enfants de Somloire morts pour la France (1924) des Bildhauers Arnold Geissbühler[3]

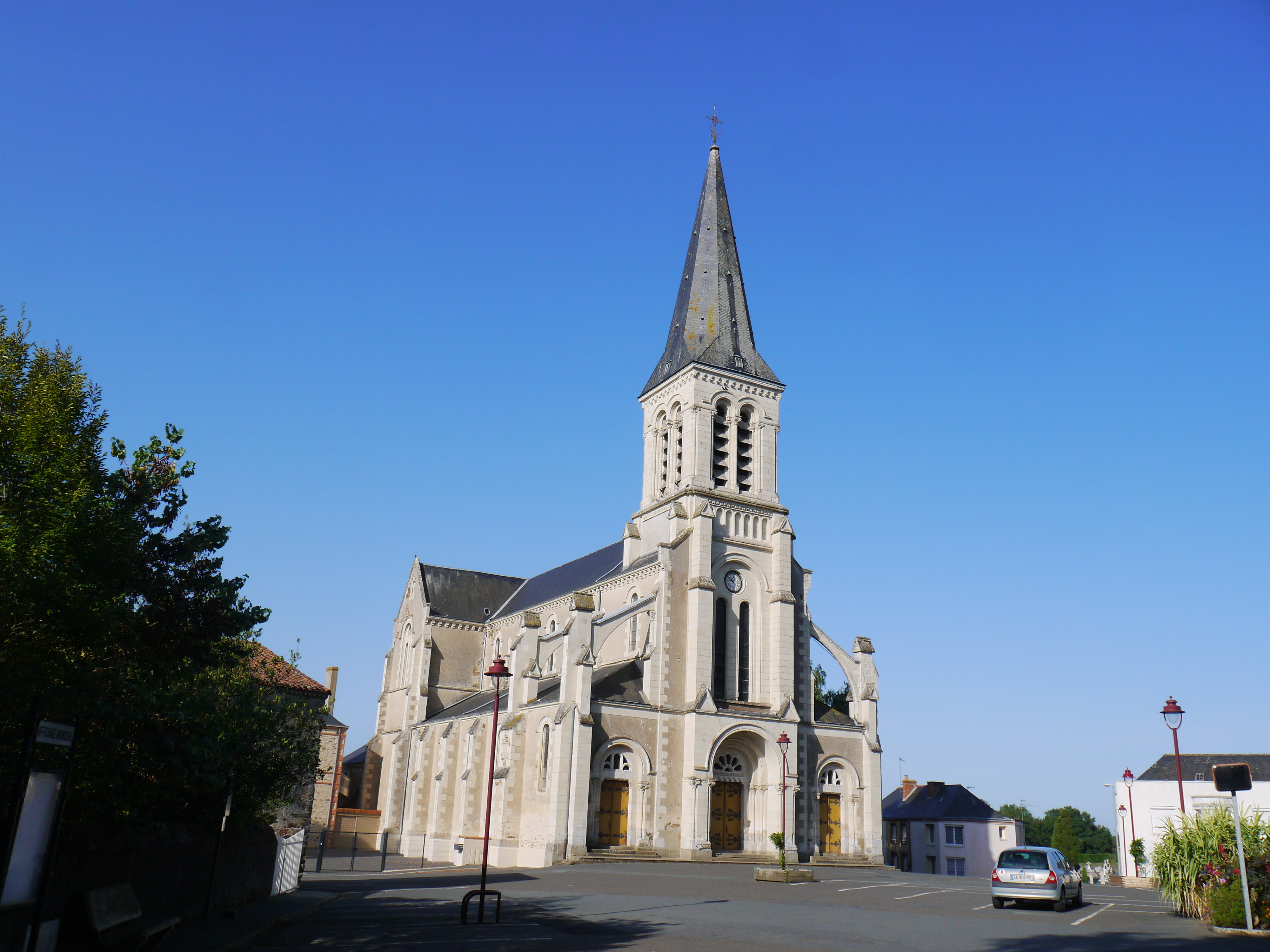
Kirche Saint-Cyr-Sainte-Julitte
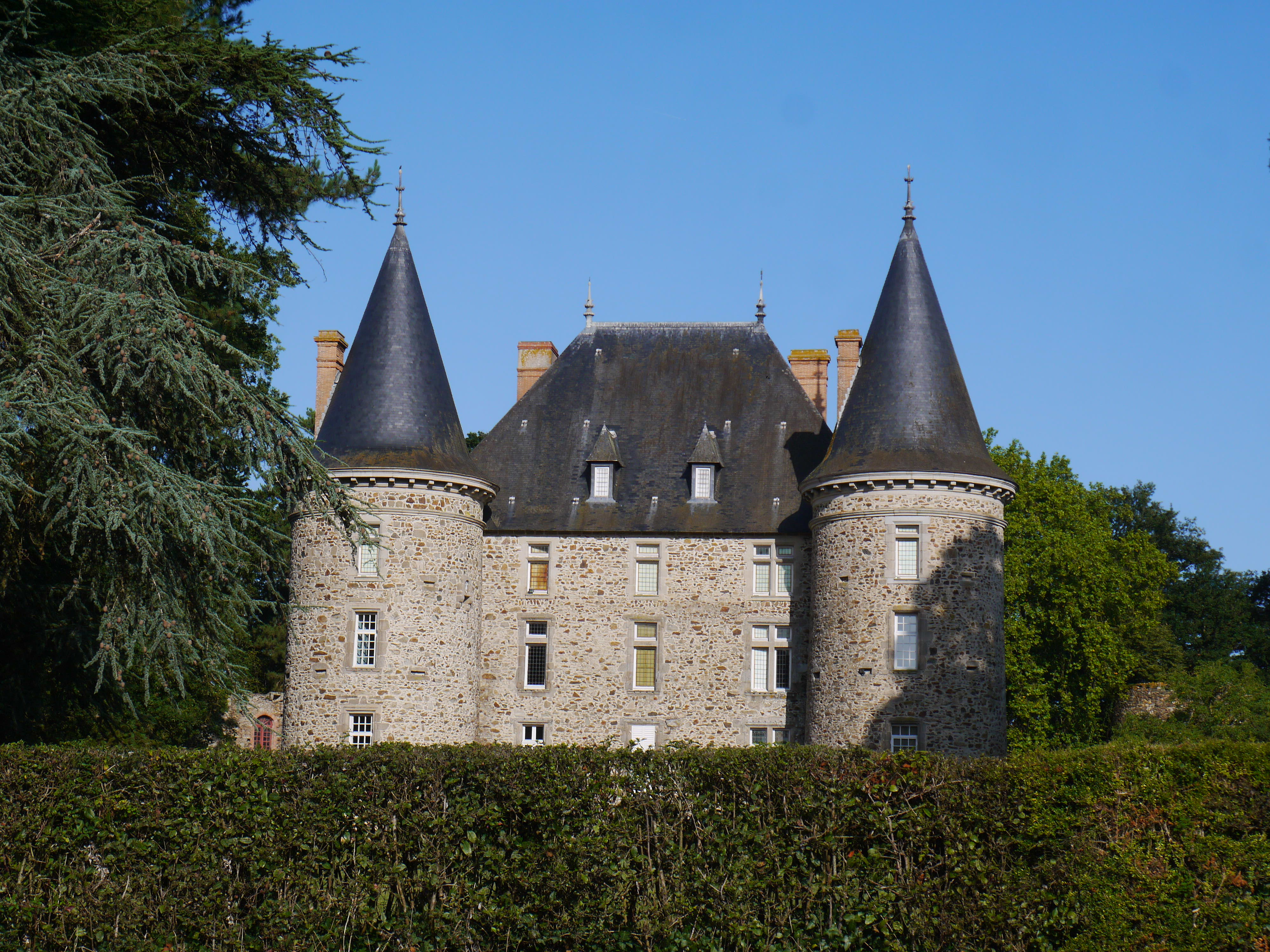
Schloss Somloire

## Verkehr
Somloire liegt abseits größerer Verkehrsachsen. Die nachgeordneten Departementsstraßen D 167, D 171 und D 267 und lokale Landstraßen verbinden das Zentrum der Gemeinde mit den Weilern und Nachbargemeinden. Eine Buslinie der Transportgesellschaft Choletbus des Gemeindeverbands verbindet die Gemeinde mit Cholet.